# Gabriele Nußbaumer

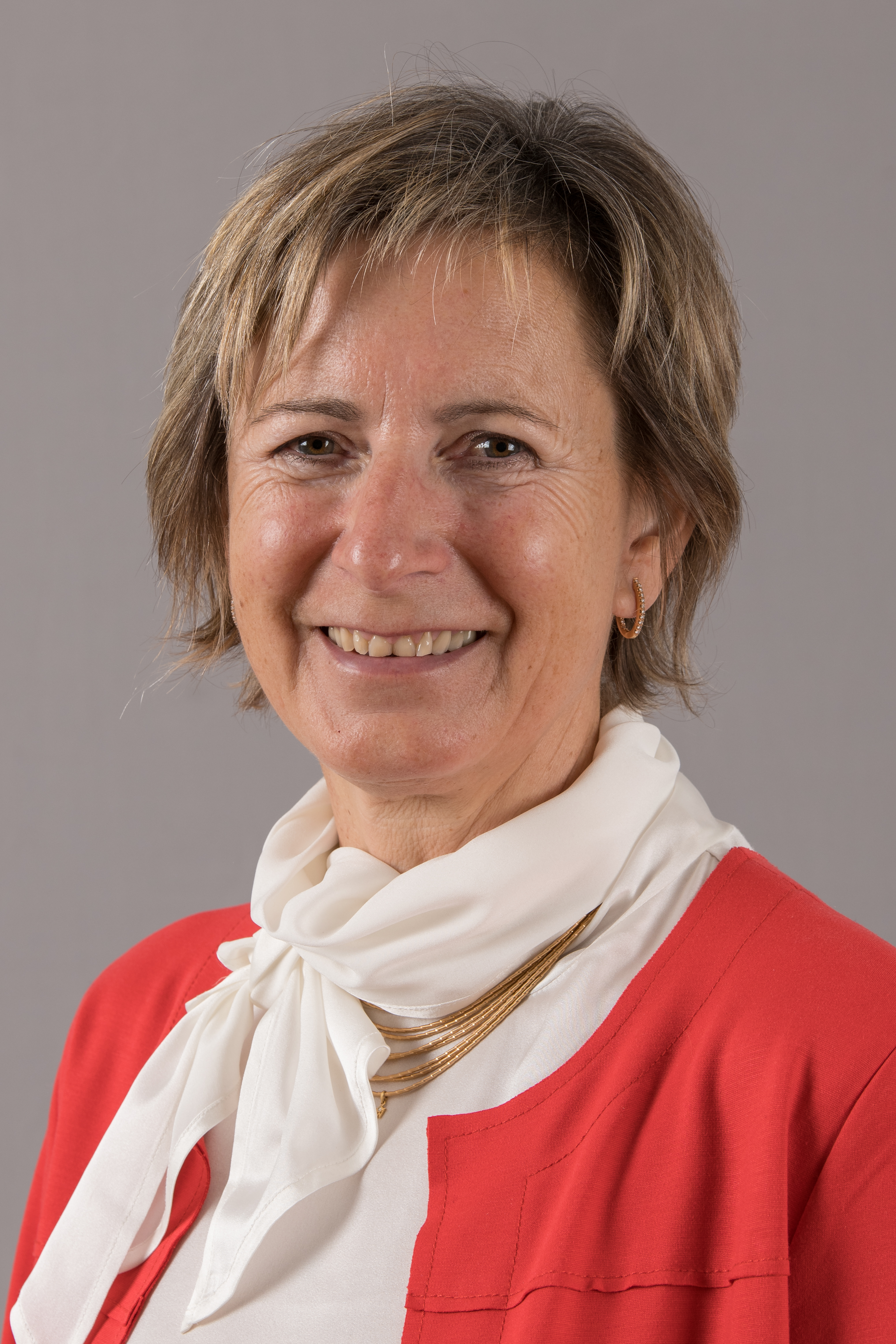
Gabriele Nußbaumer (2017)

Gabriele Nußbaumer (* 17. Juni 1956 in Bregenz; geborene Gabriele Russ) ist eine österreichische Politikerin (ÖVP). Nußbaumer war von 1999 bis 2018 Abgeordnete zum Vorarlberger Landtag. Von 2012 bis 2014 war sie Präsidentin und von 2004 bis 2012 sowie von 2014 bis 2018 Vizepräsidentin des Landtags.

## Beruflicher und politischer Werdegang
Gabriele Nußbaumer wurde 1956 als Tochter des VN-Herausgebers und Chefredakteurs Anton Russ und dessen Frau Rosa geboren. Nach dem Besuch der Volksschule in Bregenz und des Privatgymnasiums Sacré Coeur Riedenburg absolvierte sie zunächst an der Pädagogischen Akademie Feldkirch eine Ausbildung zur Volksschullehrerin, ehe sie 1979 an der Universität Innsbruck das Studium der Rechtswissenschaften begann. Dieses schloss sie im Jahr 1984 mit der Promotion zur Doktorin der Rechtswissenschaften ab.
Anschließend war sie als Journalistin tätig. Nach der Landtagswahl im Jahr 1999 wurde Nußbaumer am 5. Oktober 1999 erstmals als Abgeordnete des Wahlbezirks Feldkirch im Vorarlberger Landtag angelobt. Im 27. Vorarlberger Landtag war sie in der Folge Bereichssprecherin für Soziales des ÖVP-Landtagsklubs. Nach der Landtagswahl 2004 wurde Nußbaumer im neu angelobten 28. Landtag zur ersten Landtagsvizepräsidentin gewählt. Auch in der 29. Legislaturperiode des Landtags wurde Gabriele Nußbaumer zunächst zur ersten Landtagsvizepräsidentin gewählt und war Europasprecherin der ÖVP. 
Nach dem Wechsel von Landtagspräsidentin Bernadette Mennel in die Landesregierung wurde Gabriele Nußbaumer am 14. November 2012 zur Präsidentin des Vorarlberger Landtags gewählt. Ihre vormalige Funktion als erste Vizepräsidentin übernahm ihr Parteikollege Heinz Peter Ritter. Mit der Angelobung des 30. Vorarlberger Landtags und dem Wechsel von Harald Sonderegger in den Landtag wurde dieser in der Folge zum Landtagspräsidenten gewählt, weshalb Nußbaumer wieder zur Landtagsvizepräsidentin gewählt wurde.
Am 13. Dezember 2017 gab sie ihren Rücktritt als Vizepräsidentin und Abgeordnete bekannt. Für ihren Rücktritt als Landtagsvizepräsidentin und Abgeordnete gab sie im Dezember 2017 persönliche Gründe an. Mit der Übergabe des Verzichtsschreibens an die Landeswahlbehörde am 2. Jänner 2018 schied Nußbaumer daher aus dem Landtag aus; in der Landtagssitzung am 31. Jänner 2018 folgten ihr Steve Mayr als Abgeordneter des Wahlbezirks Feldkirch und Martina Rüscher als Landtagsvizepräsidentin nach.

## Nebenberufliche Tätigkeiten und Privatleben
Neben ihrer politischen Tätigkeit war Gabriele Nußbaumer zwischen 2002 und 2012 Mitglied des Kuratoriums des Sozialfonds und seit 2004 Mitglied der Ethikkommission des Landes Vorarlberg. Seit Juli 2014 ist sie Präsidentin der Lebenshilfe Vorarlberg und seit 2015 Mitglied des Aufsichtsrats der deutschen Stiftung Liebenau.
Gabriele Nußbaumer lebt in Feldkirch, ist verheiratet und wurde Mutter eines Sohns und einer Tochter. Ihr Sohn ist im Jahr 2012 verstorben.
Ihr jüngerer Bruder Eugen Russ (* 1961) ist mit der Russmedia der größte Verleger Vorarlbergs.